# Bošnjačko sijelo
Bošnjačko sijelo je kulturna i gastronomska manifestacija Hrvata u Mađarskoj, iz redova skupine bošnjačkih Hrvata.
Bošnjački Hrvati iz pečuške okolice su počeli s ovim tradicionalnim okupljanjem početkom 90−ih, a prvobitna zamisao je bila da se ova kulturno−društvena manifestacija svake godine održi u kolovozu u nekom od naselja u kojima žive i rade bošnjački Hrvati, kao što su Pogan, Salanta, Kukinj, Udvar, Semelj, Katolj, Mišljen i dr.
Prvo se održalo 1995. godine u selu Kukinju, koji je bio domaćinom svih manifestacija (uz iznimku drugog, koje je održano u Salanti), u središnjoj južnoj Mađarskoj. Organizira ju Hrvatske manjinske samouprave.

## Program
Na malomskom jezeru se ujutro održava ribičko natjecanje. U prijepodnevnom dijelu programa slijedi nogometni turnir. Popodne je revijalni program u kojem se sudionici natječu u kuhanju tradicionalnih jela. Slijedi misa na hrvatskom jeziku u kukinjskoj crkvi za sve sudionike. U kasnijem popodnevnom dijelu programa slijedi kulturni dio: izložbe, folklorni program (pjesme i plesovi bošnjačkih Hrvata, a često gostuju i šokački Hrvati). Program se zaključiva zajedničkom večerom svih sudionika i balom, na kojem sviraju svi orkestri koji su sudjelovali na manifestaciji.
Sudjeluju domaćini i susjedna sela i gradova s hrvatskom manjinom (Duboševica, Pogan, Udvar, Vršenda, Mišljen, Salanta, Harkanj, Mohač), ali i gosti iz Hrvatske.